# Вакуум-насос

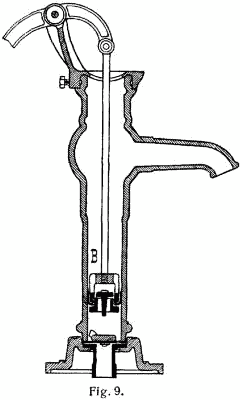
Найпростіший вакуумний насос: Класична ручна водяна помпа підіймає воду з свердловини, створюючи вакуум

Ва́куум-насо́с (рос. вакуум-насос, англ. vacuum pump, нім. Vakuumpumpe) — ротаційний ексгаустер, який створює розрідження (вакуум) в замкненому просторі (наприклад, трубопровідній системі) для відсмоктування газу, рідини або газоповітряної суміші ( наприклад, з дегазаційного газопроводу). На збагачувальних фабриках здебільшого використовують вакуум-насоси водокільцевого типу.

## Окремі різновиди
- Поршневий вакуум-насос ВН-120М являє собою однорядну одноциліндрову одноступінчату поршневу машину подвійної дії. Як показала практика експлуатації, поршневі вакуум-насоси вимагають ретельного очищення повітря від води і твердих частинок. Потрапляння твердих абразивних частинок веде до швидкого зносу клапанів, кілець і інших деталей.
- Водокільцеві вакуум-насоси ВВН-300 застосовуються на гірничо-збагачувальних підприємствах. Робочою рідиною в насосі служить вода. Принцип дії насосів ВВН-300 заснований на зміні вільного об'єму води між лопатками при обертанні ексцентрично розташованого колеса в циліндрі, частково заповненого водою. При використанні цього насоса необхідне відділення і відведення основної маси води перед вакуум-насосом. Зайва подача води в насос веде до неприпустимого перевантаження електродвигуна і до руйнування робочих органів насоса. Водокільцева установка складається з вакуум-насоса і електродвигуна, сполученого зубчастою муфтою. Електродвигун встановлюється на зварній рамі, а насос – на двох фундаментних опорах.

## Вакуум-насосна станція
Вакуум-насосна станція — комплекс устаткування для дегазації шахт. Розрізняють стаціонарні (наземні або підземні) та пересувні вакуум-насосні станції.